# Vreemdgaan

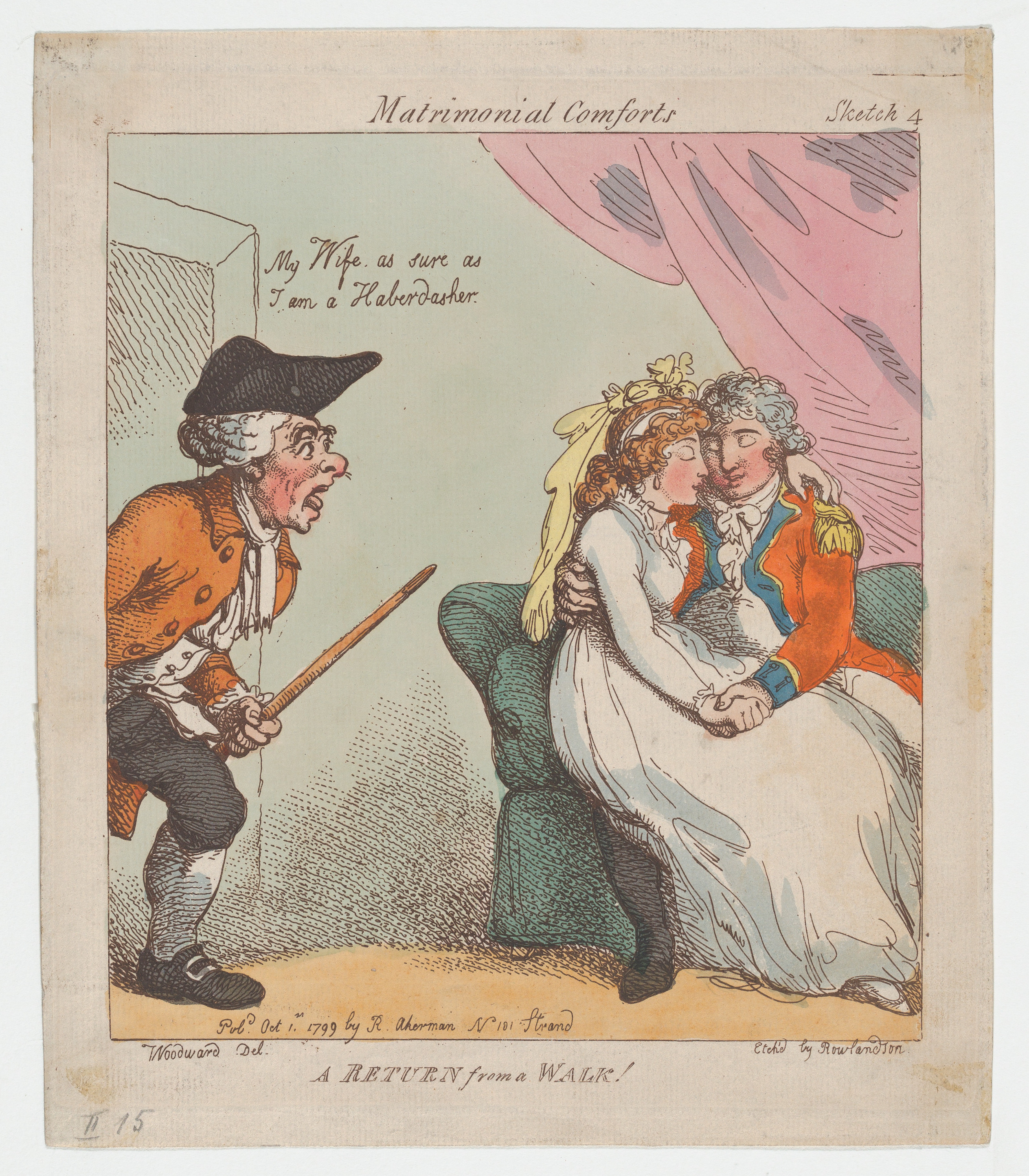
Afbeelding uit 1799 van een man die terug komt van een wandeling en zijn vrouw betrapt met een andere minnaar.

Vreemdgaan of overspel is het hebben van een (seksueel) contact of een (seksuele) relatie met een ander dan de vaste partner, zonder dat die laatste hiervoor toestemming heeft gegeven. Vaak wordt dit gezien als immoreel gedrag.
Uit onderzoek komen wisselende cijfers naar voren over het percentage mensen dat weleens vreemdgaat. Dit is een logisch gevolg van het feit dat er geen duidelijke definitie is van wanneer er sprake is van seks. Het ene onderzoek vindt kussen voldoende, het andere onderzoek beperkt de definitie van vreemdgaan tot geslachtsgemeenschap. Ook zijn mensen veelal niet erg open over hun seksuele activiteiten, waardoor de resultaten van enquêtes sterk afhangen van de manier waarop de respondent bevraagd is.
Wanneer iemand die getrouwd is herhaaldelijk vreemdgaat met dezelfde persoon, wordt ook wel gesproken van een buitenechtelijke relatie of echtbreuk.

## Definitie
De definitie van vreemdgaan verschilt van cultuur tot cultuur en zelfs van koppel tot koppel. In sommige gevallen spreken partners af dat ze een open relatie hebben, waarbij seksueel verkeer met derden is toegestaan. Slechts het van elkaar houden blijft dan voorbehouden aan de vaste partner, wat ook een argument is waarmee vreemdgangers hun activiteiten soms vergoelijken ("we hebben alleen maar seks, maar ik hou van mijn vrouw/man"). Seksueel contact met derden wordt immers in de meeste gevallen wel gezien als vreemdgaan.
Bij cuckolding heeft in een heteroseksuele relatie de vrouw seksueel contact met andere mannen met medeweten van en soms in het bijzijn van haar mannelijke vaste partner.
Cyberseks is echter moeilijker als zodanig te definiëren, omdat rechtstreeks seksueel contact ontbreekt. Toch kan ook cyberseks als vreemdgaan worden gezien omdat men bepaalde intimiteiten met een derde persoon deelt.
Ook zoenen vormt een heikel punt, maar de meeste mensen zien het niet als vreemdgaan, tenzij het een kus op de mond betreft. Een kus is immers ook een vriendschapsuiting en soms zelfs een formele begroeting. Voor knuffelen geldt min of meer hetzelfde, zolang dit maar niet op een te intieme manier gebeurt.
Masturberen en daarbij aan een ander dan de partner denken wordt vaak niet als vreemdgaan gezien, hoewel sommigen zich er achteraf schuldig over voelen. Dat geldt ook voor het kijken naar pornofilms of een erotische droom over een ander. Niettemin kan het de partner het gevoel geven dat hij of zij "niet goed genoeg" is.
Polyamorie wordt weleens onterecht verward met vreemdgaan, maar hierbij hebben juist alle betrokkenen expliciet toestemming gegeven voor het ontwikkelen van intieme gevoelens voor en/of het hebben van seksuele relaties met meerdere mensen tegelijkertijd.

## Motieven voor vreemdgaan
Er bestaan verschillende motieven die ten grondslag liggen aan vreemdgaan. Lange afwezigheid van een van de partners verhoogt het risico. Soms vindt men de vaste partner (seksueel) niet interessant (meer). Dit kan komen doordat er een zekere sleur of routine in de seks is gekomen en wil men "iets nieuws", maar het kan er ook mee te maken hebben dat men seksuele voorkeuren heeft waar de partner niet aan mee wil werken. Ook kan het te ver uit elkaar liggen van de levens van beide partners leiden tot vreemdgaan met iemand met wie men simpelweg meer gemeenschappelijk heeft. Verder zijn sommigen trots op het feit dat ze vreemdgaan en doen het om er later over op te scheppen bij vrienden en collega's. Ook moeten vooral verliefdheid en de spanning of de kick van het gevaar betrapt te worden niet worden onderschat. Ten slotte is het mogelijk dat het vreemdgaan gewoon het begin is van een nieuwe relatie, die "overlapt" met de vorige.

## Onderzoek
Uit een Amerikaans onderzoek uit 2008 bleek dat mannen beter in staat zijn ontrouw te ontdekken dan vrouwen. De Amerikaanse wetenschapper Paul Andrews ontdekte in zijn onderzoek dat 75 procent van de mannen het doorhad wanneer hun partner vreemdging. Bij vrouwen lag dit op 41 procent.